# 寺島拓篤☆ミュージアム
寺島拓篤☆ミュージアム（てらしまたくまミュージアム）はインターネットラジオ放送局『BBstation』で配信されている『あっとボイスTV』枠で放送中のインターネット動画番組。出演者は声優の寺島拓篤。2009年（平成21年）5月から2009年（平成21年）11月まで隔月の金曜日 24:00 - 25:00 まで放送していた。

## 概要

### スタッフ
- 出演者：寺島拓篤（声優）
- ディレクター：
- 構成作家：

ほか